# Ray Nagin
Clarence Raymond Joseph "Ray" Nagin Jr., född 11 juni 1956 i New Orleans, är en amerikansk politiker. Han var borgmästare i staden New Orleans, största staden i delstaten Louisiana i södra USA, 2002–2010. Han tillhör Demokratiska partiet och efterträdde sin partikamrat Marc Morial 2002. Nagin blev internationellt uppmärksammad i samband med orkanen Katrina. Han efterträddes den 3 maj 2010 som borgmästare av Mitch Landrieu.
Mellan 1997 och 2002 var han delägare och president för ishockeylaget New Orleans Brass i East Coast Hockey League (ECHL).
År 2014 dömdes Nagin till tio års fängelse för 21 åtalspunkter rörande bedrägerier, mutbrott och penningtvätt relaterat till hans år som borgmästare under återbyggandet av New Orleans efter orkanen Katrina.